# John Bradford
John Bradford (1510-1555) bio je dvorski kapelan za vrijeme Edvarda VI. Za vrijeme strahovlade Marije krvave spaljen je na lomači. Otprilike u isto vrijeme spaljeni su i Thomas Cranmer, Nicholas Ridley, John Hooper, John Philpot i Hugh Latimer.
Neprijatelji su mu neko vrijeme štedili život u nadi da će se on odreći svoje vjere, ali on je više volio smrt, nego da pristane uz ono što je smatrao da je laž, te da tako osramoti Gospodina. 
Prije nego što se popeo na lomaču, podigao je ruke nebu i uskliknuo: "O Engleska, Engleska, odbaci svoje grijehe, odbaci svoje grijehe, čuvaj se idolopoklonstva, čuvaj se lažnih antikrista; pazi da te oni ne prevare."

## Poveznice
- Engleska Crkva
- Anglikanstvo